# Oras
Oras Oy er en finsk producent af håndvaske, vandhaner, brusere, armaturer og ventiler. Virksomheden er etableret i Rauma i 1945 af Erkki Paasikivi. Oras er den fjerdestørste vaske-producent i Europa og har en markedsandel på 30–80 % i Finland. Omsætningen var i 2012 på 131,1 mio. Euro, og der var 920 ansatte. Virksomheden har to fabrikker i henholdsvis Olesno i Polen og i Rauma.